# Castellbò
Castellbò (hiszp. Castellbó) – miejscowość w Hiszpanii, w Katalonii, w prowincji Lleida, w comarce Alt Urgell, w gminie Montferrer i Castellbò.
Według danych INE w 2020 roku liczyła 88 mieszkańców – 53 mężczyzn i 35 kobiet. 